# Дуж
Дуж се може дефинисати као скуп тачака једне праве између две њене различите тачке заједно са тим тачкама. Такође може се и посматрати као пресек две полуправе, које припадају истој правој, који није полуправа.
У принципу, сама дуж је једнозначно одређена са:
- Две тачке, које представљају њене крајеве и називају се крајње тачке дужи.
- Једном тачком, и вектором са коефицијентом који одређују другу тачку дужи.

Дуж коју чине тачке A и B се обележава са {\displaystyle {\overline {AB}}} и идентична је дужи {\displaystyle {\overline {BA}}}.

## Пример
Рецимо да је дата дуж {\displaystyle {\overline {AB}}}. Потребно је дати релацију која описује све њене тачке. Узмимо тачку A за референцу. Тада ће тачка B моћи бити изражена преко ње на следећи начин:
{\displaystyle B=A+1\cdot {\overrightarrow {AB}}}
Ако нам је жеља да на исти начин изразимо тачку A, релација ће изгледати овако:
{\displaystyle A=A+0\cdot {\overrightarrow {AB}}}
Све тачке између A и B, укључујући и њих саме ће бити одређене следећом релацијом:
{\displaystyle {\overline {AB}}\ni A+\lambda \cdot {\overrightarrow {AB}},\;\lambda \in [0,1]}
Ако постоји потреба да буде употребљен јединични вектор, запис ће изгледати овако:
{\displaystyle {\overline {AB}}\ni A+\lambda \cdot {\frac {\overrightarrow {AB}}{||{\overrightarrow {AB}}||}},\;\lambda \in [0,||{\overrightarrow {AB}}||]}
Тиме је одређена и дуж.

## Дужина дужи
Дужина дужи је растојање између тачака A и B. У еуклидским просторима се одређује на следећи начин:
{\displaystyle d\left({\overline {AB}}\right)=d\left(A,B\right)=d\left(B,A\right)={\sqrt {\sum _{k=1}^{n}{\left(B_{i}-A_{i}\right)^{2}}}}}
Конкретно у дводимензионом простору, где су {\displaystyle A=\left(A_{x},A_{y}\right)} и {\displaystyle B=\left(B_{x},B_{y}\right)}:
{\displaystyle d\left({\overline {AB}}\right)={\sqrt {\left(B_{x}-A_{x}\right)^{2}+\left(B_{y}-A_{y}\right)^{2}}}}
Конкретно у тродимензионом простору, где су {\displaystyle A=\left(A_{x},A_{y},A_{z}\right)} и {\displaystyle B=\left(B_{x},B_{y},B_{z}\right)}:
{\displaystyle d\left({\overline {AB}}\right)={\sqrt {\left(B_{x}-A_{x}\right)^{2}+\left(B_{y}-A_{y}\right)^{2}+\left(B_{z}-A_{z}\right)^{2}}}}